# Ministerstwo Budownictwa Gospodarki Wodnej ZSRR
Ministerstwo Budownictwa Gospodarki Wodnej ZSRR ros.: Министерство водохозяйственного строительства, Минводстрой СССР - w latach 1989-1990 radziecki centralny organ ministerialny zarządzający budownictwem w zakresie obiektów hydrotechnicznych.
Został powołany 27 czerwca 1989 w związku z likwidacją Ministerstwa Melioracji i Gospodarki Wodnej ZSRR (Министерство мелиорации и водного хозяйства СССР, Минводхоз СССР).

## Ministrowie
- Poład Adżyjewicz Poład-Zadie (27.6.1989–23.5.1990, pełniący obowiązki)